# Basilia rugosa
Basilia rugosa är en tvåvingeart som beskrevs av Schuurmans Stekhoven 1942. Basilia rugosa ingår i släktet Basilia och familjen lusflugor.
Artens utbredningsområde är Peru. Inga underarter finns listade i Catalogue of Life.